# Paillasse (construction)
Pour les articles homonymes, voir paillasse.
En construction-aménagement de bâtiment, une paillasse est une dalle ou une table horizontale ou rampante.
- Dans le cas des escaliers en béton, une paillasse est une dalle en pente intégrant les marches d’une volée.

- À côté d'un évier, une paillasse est une dalle à rainures en pierre ou une plaque métallique servant d'égouttoir.

- Dans une cuisine, une paillasse, ou plan de travail est une dalle lisse (marbre) servant de table de confection (de pâtisserie, de pizza etc.) à hauteur d'appui.

- En mobilier de laboratoire, une paillasse est un plan de travail généralement carrelé afin d'en faciliter le nettoyage.

En literie : 
- Ancien type de matelas rempli de paille.